# Ipsach
Ipsach là một đô thị ở huyện Nidau tại bang Bern ở Thụy Sĩ. Đô thị này có diện tích 1,9 km², dân số năm 2005 là 3771 người.